# Apostolische Nuntiatur für Guinea
Die Apostolische Nuntiatur für Gambia ist die offizielle diplomatische Vertretung des Heiligen Stuhls in dem westafrikanischen Staat Guinea. Der Apostolische Nuntius Tymon Tytus Chmielecki ist gleichzeitig Apostolischer Nuntius in Mali.
Die Vertretung wurde zunächst 1973 als Apostolische Delegation eingerichtet und am 1. August 1987 zur Apostolischen Nuntiatur erhoben. Die Vertretung befindet sich in der Hauptstadt Conakry.

## Liste der apostolischen Nuntien
- 1973–1979: Bruno Wüstenberg (1912–1984)
- 1979–1984: vakant
- 1984–1987: Romeo Panciroli (1923–2006)
Erhebung zur Apostolischen Nuntiatur
- 1987–1992: Romeo Panciroli (1923–2006)
- 1992–1995: Luigi Travaglino (* 1939)
- 1995–1999: Antonio Lucibello (* 1942)
- 1999–2005: Alberto Bottari de Castello (1942–2025)
- 2005–2008: George Antonysamy (* 1952)
- 2008–2013: Martin Krebs (* 1956)
- 2013–2018: Santo Rocco Gangemi (* 1961)
- 2019–2022: Tymon Tytus Chmielecki (* 1965)
- seit 2022: Jean-Sylvain Emien Mambé (* 1970)